# Homens do Gelo
Homens do Gelo (nome original em inglês: Yukon Men) é uma série do canal Discovery Channel que retrata a vida dos moradores no vilarejo de Tanana, no Alaska, EUA. É focada no espírito de comunidade e sobrevivência que se instaurou no local, principalmente na caça e preparação de armadilhas, que provê aos habitantes seu (praticamente único) alimento: a carne. 
Começou a ser exibida no Brasil pelo canal Discovery Channel, em 13 de agosto de 2013.

## Elenco
Embora o foco seja o vilarejo de Tanana, o foco das scenas recais sobre alguns personagens.
- Stan Zuray: cresceu em Boston, Massachusetts antes de se mudar para o Alaska. Gosta de viver fora de casa, e tem mais de 40 anos de experiência com a vida selvagem do Alaska.
- Joey Zuray: é o filho de Stan, tem 21 anos. De acordo com seu pai, ele se sente em casa no Alaska, e muitas vezes sai para preparar armadilhas e/ou caçar sozinho.
- Charlie Wright: é o operador local da estação aquática, mecânico, caçador e preparador de armadilhas.
- Robert "Bob" Wright: é o filho de Charlie, de 20 anos. Ao longo da série, ele vai aprendendo as tradições da família, como caçar e preparar armadilhas.
- Courtney Agnes: na primeira temporada, ela cuida do canil, que possui mais de 40 cães. Seu marido trabalha na extração de petróleo, 200km ao norte, e intercala sua estadia em casa e no trabalho, de 2 em 2 semanas.
- James Roberts: é o lenhador de Tanana. Tem um filho, Francis Roberts.